# Where I’m Coming From
Where I’m Coming From (в переводе с англ. — «Откуда Я») — тринадцатый студийный альбом американского соул-певца, 25-кратного обладателя премии «Грэмми» Стиви Уандера, выпущенный 12 апреля 1971 года лейблом Motown Records. Where I’m Coming From был альбомом, в котором Стиви Уандер впервые получил полную творческую свободу в его производстве. Это был последний альбом, который Уандер был обязан записать по своему первый контракту с Motown. Альбом дебютировал в чарте Billboard Top LP’s на 62-м месте, а также в Billboard Soul LP’s на 10-м месте.
Все девять песен были написаны Уандером совместно с его коллегой по лейблу и первой женой Сайритой Райт (1970—1972).

## Запись

### История создания
Стиви Уандер начал запись альбома «Where I’m Coming From» в июле 1970 года, в счастливое для себя время — он только что женился на своей коллеге по лейблу Motown, авторе песен Сайрите Райт. Она помогала Стиви в написании песен, являлась соавтором.

### Музыкальные инструменты
Помимо основных для Уандера вокала, рояля и ударной установки, в некоторых песнях, например в «Something Out of the Blue», используются не совсем типичные для соул-музыки инструменты, такие как гобой, флейта, солирующая скрипка, а также другие струнные инструменты. Синтезаторы пока отсутствуют.

## Информация об альбоме

### Название
Когда мне исполнится 21 год, я собираюсь взять под контроль свою карьеру. Мне кажется, вы меня неважно знаете и плохо
представляете, откуда я пришёл.
Незадолго до выхода альбома, в одном из споров с руководителями Motown, Стиви сказал фразу, замечательную своей двусмысленностью: «Когда мне исполнится 21 год, я собираюсь взять под контроль свою карьеру. Мне кажется, вы меня неважно знаете и плохо представляете, откуда я пришёл». После выхода альбома в Motown постепенно начинают это понимать. Альбом был назван подчёркнуто концептуально: «Where I’m Coming From» (в переводе с англ. — «Откуда Я»). Любопытно, что все последующие студийные альбомы Стиви Уандера (за исключением саундтреков) носили названия, которые не совпадали с названием ни одной из песен, входящих в эти пластинки. Эта традиция прервалась только в 1995 году, с выходом альбома Conversation Peace, в котором присутствовала одноименная композиция.

## Отзывы и критика
"Where I’m Coming From" - это первая попытка создать цельный качественный R&B-альбом, а не просто собрать под одной обложкой несколько хитов с неизбежным второсортным довеском.

## Кавер-версии песен
В настоящее время, как минимум на три из девяти песен этой пластинки («Do Yourself a Favor», «If You Really Love Me» и «Never Dreamed You’d Leave in Summer», особенно популярна последняя) существуют кавер-версии других музыкантов, в том числе всемирно известных, таких как например Фил Коллинз, Ocean Colour Scene и другие.

## Список композиций
Американское издание:
- Все песни написаны Стиви Уандером и Сайритой Райт[англ.].

| №  | Название                      | Длительность |
| -- | ----------------------------- | ------------ |
| 1. | «Look Around»                 | 2:45         |
| 2. | «Do Yourself a Favor»         | 6:10         |
| 3. | «Think of Me as Your Soldier» | 3:37         |
| 4. | «Something Out of the Blue»   | 2:59         |
| 5. | «If You Really Love Me»       | 3:00         |

| №  | Название                              | Длительность |
| -- | ------------------------------------- | ------------ |
| 1. | «I Wanna Talk to You»                 | 5:18         |
| 2. | «Take Up a Course in Happiness»       | 3:11         |
| 3. | «Never Dreamed You’d Leave in Summer» | 2:53         |
| 4. | «Sunshine in Their Eyes»              | 6:58         |

## Участники записи
- Стиви Уандер — вокал, рояль, ударная установка, продюсирование и аранжировка
- Стиви Уандер, Сайрита Райт[англ.] — музыка и тексты
- Дэвид Ван ДеПитт[англ.], Джерри Лонг, Пол Райсер[англ.] — аранжировка
- Рэнди Клинг — мастеринг
- Кертис Макнейр — арт-директор
- Том Шлезингер — художественное оформление

## Позиции в хит-парадах
| Год  | Хит-парад                 | Высшая позиция | Пребывание |
| ---- | ------------------------- | -------------- | ---------- |
| 1971 | США (Billboard 200)       | 62             | 27 недель  |
| 1971 | США (Billboard Soul LP’s) | 7              | 28 недель  |

| Год  | Хит-парад                       | Позиция |
| ---- | ------------------------------- | ------- |
| 1971 | США (Billboard Top Soul Albums) | 22      |